# Bernhard von Wüllerstorf-Urbair
Barón Bernhard von Wüllerstorf-Urbair, también como: von Wüllersdorf-Urbair o von Wüllerstorf und Urbair, (29 de enero de 1816 - 10 de agosto de 1883) fue un Vicealmirante del imperio austriaco, y desde 1865 hasta 1867, ministro imperial de Comercio. Era el capitán  de la Fragata SMS Novara, durante la circunnavegación mundial (Expedición Novara) en 1857-1859.

## Biografía
Nació el 29 de enero de 1816 en Trieste (en la región de Küstenland, hoy en día Italia).
Después de asistir a las escuelas de gramática (Gymnasium) en Padua y en Ofen, en 1828 se unió a la escuela de cadetes de ingenieros en Tulln.
Como cadete del 40.º Regimiento de Infantería,  aceptó en 1833 la invitación para transferirse a la marina de guerra imperial austriaca.
Inmediatamente al mando de un barco, tuvo que adquirir aprendizaje adicional en gran medida a través del autoestudio. Como alférez de navío de línea en 1839, aprovechó la oportunidad para ser asignado al observatorio en Viena, donde le enseñaron los astrónomos Littrow y Schaub.
Después de finalizar estos estudios, se convirtió en jefe del Observatorio Naval en Venecia y dio lecciones de astronomía y náutica en la Academia Naval.
A través de su aspecto elegante y su naturaleza ganadora, se conectó rápidamente con la sociedad veneciana. Inmediatamente después de su matrimonio con Anna O'Connor de Connaught el 12 de abril de 1848, Venecia se sumía en la revolución. Huyó de la ciudad con su joven esposa y, en el transcurso de la fuga, ella falleció. Viajó de inmediato a Trieste, donde el mariscal de campo Gyulay había reunido los restos de la armada.
Fue una parte importante en la reorganización de la armada llevada a cabo por el vicealmirante Dahlerup. En 1849, ascendió a teniente. Los siguientes años pasaron en la alternancia  entre el trabajo del personal y el mando de navíos. Desde 1854 fue capitán de navío de línea y comandante de la fragata Venus .En 1855, fue asesor del nuevo comandante naval el Archiduque Fernando Maximiliano. Pronto pudo avanzar en el plan de su entusiasta señor para un viaje alrededor del mundo: ayudó con su planificación en 1856. Como capitán de línea y comodoro de la fragata Novara, comandó la expedición, que duró del 30 de abril de 1857 al 26 de agosto de 1859. Numerosos hallazgos de investigación, colecciones ricas para los museos de Viena y una gran reputación de la Armada Imperial fueron los principales resultados del viaje alrededor del mundo. Debido a su conocimiento científico, ayudó en las observaciones oceanográficas, hidrográficas y meteorológicas.
Por sus logros científicos, fue agregado en 1863 como miembro honorario de la Academia bávara de Ciencias.
Su informe de 3 volúmenes fue publicado, en 1861, como " Viaje de la fragata austriaca Novara alrededor de la Tierra en 1857, 1858, 1859 bajo el mando del comodoro B. von Wüllersdorf-Urbair" .
Después de un despliegue en las aguas alrededor de  Sicilia amenazada por Garibaldi, se convirtió en Contraalmirante y representante del comandante de la armada en el Reichsrat en Viena. En 1864, durante la Guerra Germano-Danesa, lideró un escuadrón en el Mar del Norte.
En otoño de 1865, el primer ministro conde Richard Belcredi le pidió que dirigiera el Departamento de Comercio. Como ministro en un gobierno políticamente controvertido (en la prensa contemporánea se menciona al "Ministerio de los tres condes", refiriéndose a él como próximo al primer ministro el conde Belcredi, y los condes Larisch-Mönich y Mensdorff-Pouilly), se esforzó para la conclusión de tratados comerciales, se ocupó de las comunicaciones y servicios postales y diseño un programa para completar la red ferroviaria, que también se llevó a cabo en gran medida. Bajo su oficina de liderazgo, tuvo lugar la expansión del puerto de Trieste . El compromiso austrohúngaro de 1867 lo llevó a dimitir.
Bernhard von Wüllerstorf-Urbair murió en Bolzano, que era entonces parte del antiguo condado de Tirol. Está enterrado en el cementerio de la antigua parroquia de Gries en el distrito de Gries-San Quirino (hoy Italia).

## Condecoraciones
Wüllerstorf después de su regreso de la circunnavegación por el mundo, recibió personalmente del emperador Francisco José I en Viena, la Orden de segunda clase de la Corona de Hierro y al mismo tiempo fue elevado con el título de barón austríaco. Después de su renuncia como ministro de Comercio, recibió la Gran Cruz de la Orden de Leopoldo.